# Gynym
Il Gynym (in russo Гыным?) è un fiume della Russia siberiana orientale, tributario di sinistra dell'Učur (bacino idrografico dell'Aldan). Scorre nell'Aldanskij ulus della Sacha-Jakuzia.
Nasce e scorre nell'area montuosa dell'altopiano dell'Aldan, scorrendo con direzione mediamente orientale o nord-orientale, senza incontrare alcun centro urbano di rilievo, ricevendo gli affluenti Mus-Ennjue (88 km) e Ili (104 km) dalla sinistra idrografica, Sejmža (75 km) dalla destra. Sfocia nell'Učur a 189 km dalla foce. La lunghezza del fiume è di 297 km, il bacino imbrifero è di 15 100 km².
Il Gynym gela, mediamente, da fine ottobre a metà maggio.